# Babuza (ethnie)
 (novembre 2023).
Si vous disposez d'ouvrages ou d'articles de référence ou si vous connaissez des sites web de qualité traitant du thème abordé ici, merci de compléter l'article en donnant les références utiles à sa vérifiabilité et en les liant à la section « Notes et références ».

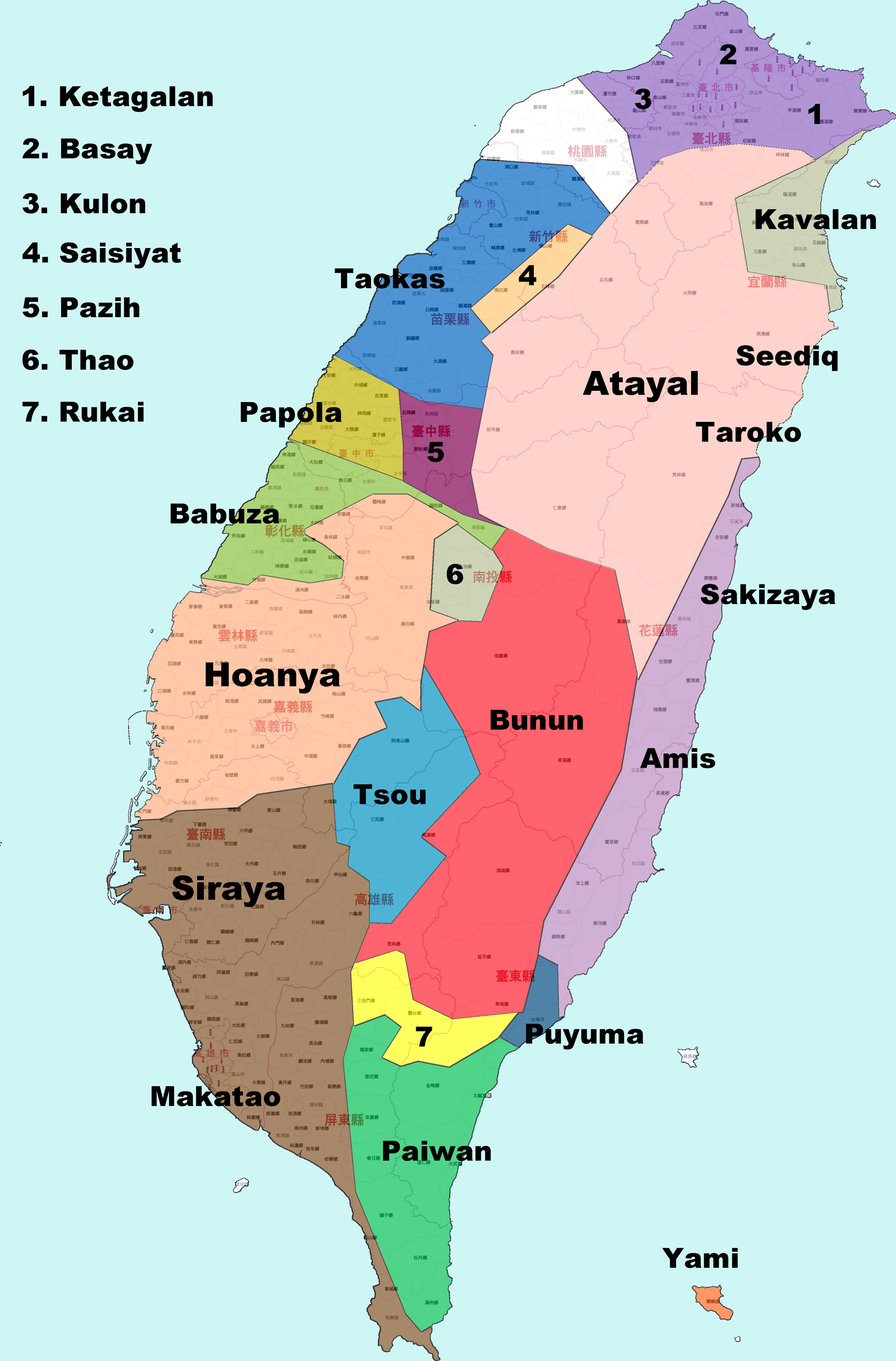
Les Babuza se trouvent à l'ouest.

Les Babuza (chinois : 貓霧捒族 ; pinyin : Māowùshù zú) sont un groupe aborigène de Taïwan. Ils ne sont pas reconnus officiellement par la République de Chine. Ils vivent principalement dans le Comté de Changhua et l'ouest du pays.

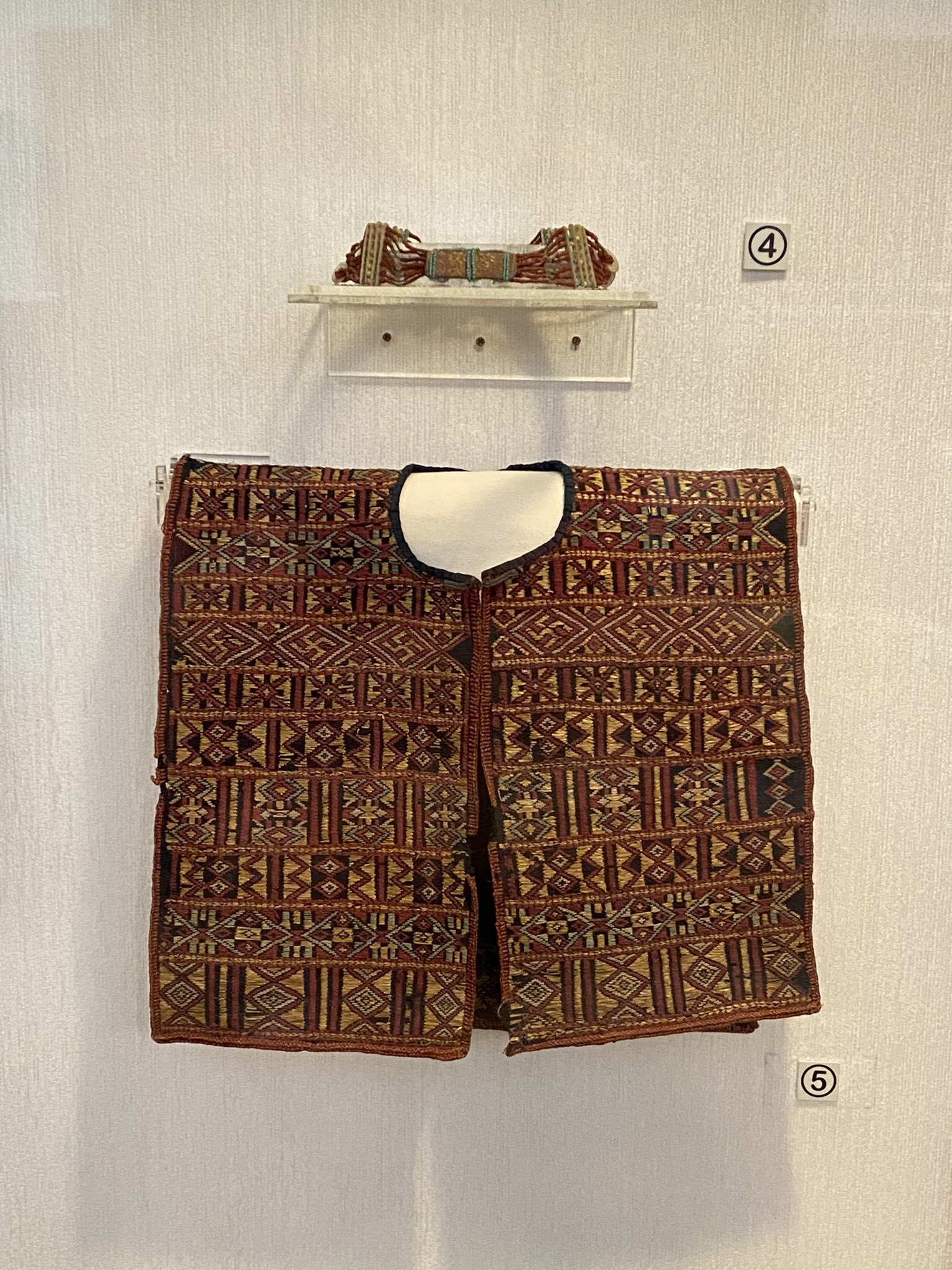
Veste traditionnelle babuza exposée au.